# Eromanzia
L'eromanzia era una modalità di divinazione praticata dagli antichi Persiani compiuta attraverso l'interpretazione dei movimenti dell'acqua contenuta in una bacinella esposta all'aria.
L'indovino si avvolgeva la testa in un tovagliolo, prendeva la bacinella d'acqua e usciva; una volta all'aperto l'indovino pronunciava sottovoce il quesito. Se il movimento dell'acqua era simile al bollore lo si interpretava come presagio favorevole.